# Dicranota (Ludicia) paraspectralis
Dicranota (Ludicia) paraspectralis is een tweevleugelige uit de familie Pediciidae. De soort komt voor in het Oriëntaals gebied.